# 손님 (2015년 영화)
"손님"은 2015년에 개봉한 대한민국의 영화이다.

## 시놉시스
"약속을 지키지 않는 너희들에게 손님이 찾아올 것이다."
1950년대 떠돌이 악사로 살던 우룡은 아들 영남을 고치려고 서울로 가던 중 산골마을에 잠시 묵기로 결정한다. 마을에는 쥐 떼가 시도 때도 없이 침입했고 촌장은 우룡에게 문제를 해결해줄 수 있냐고 묻는다. 피리를 불어 쥐를 동굴로 몰아 가둔 우룡, 이제 제 값을 받을 때인데...마을과 촌장의 태도가 이상하다!

## 기타
- 영화 "손님"은 독일 하멜른의 피리 부는 사나이를 모티브로 한 영화이다.[1]

## 캐스팅
- 류승룡 : 김우룡 역
- 이성민 : 촌장 역
- 이준 : 남수 역
- 천우희 : 미숙 역
- 구승현 : 김영남 역
- 정준원 : 철수 역
- 정경호 : 철수 부 역
- 김정영 : 철수 모 역
- 박윤석 : 필근 역
- 윤대열 : 봉우 역
- 이동희 : 대희 역
- 이승준 : 승팔 역
- 김진욱 : 진성 역
- 도기범 : 봉필 역
- 이원섭 : 승원 역
- 이상옥 : 미옥 역
- 신미영 : 연미 역
- 김선경 : 선자 역
- 손산 : 명산 역
- 이민지 : 민영 역
- 김영선 : 무당 역
- 한이진 : 덕수 역
- 박시연 : 아란 역
- 박웅비 : 미자 역
- 이서연 : 명란 역
- 백승호 : 담수 역
- 송예준 : 영성 역
- 송예담 : 영호 역
- 함성민 : 동춘 역
- 김연희 : 여환자 역
- 정도원 : 지게꾼 역
- 공소야 : 환자 1 역
- 유재현 : 환자 2 역
- 정회동 : 환자 3 역
- 신채아 : 환자 4 역
- 이도훈 : 철수동생 역
- 김재영 : 미자 엄마 역
- 오은성 : 아기 영남 역
- 이은재 : 과거 아기 역
- 이정민 : 비서 역
- 전국환 : 노인 역